# قرار مجلس الأمن التابع للأمم المتحدة رقم 2728
قرار مجلس الأمن التابع للأمم المتحدة رقم 2728 أو قرار مجلس الأمن لوقف إطلاق النار في حرب غزة 2024 هو قرار لمجلس الأمن التابع للأمم المتحدة صدر يوم الإثنين 25 مارس 2024، يعتمد أو يدعو لوقف إطلاق نار فوري خلال شهر رمضان يؤدي لوقف دائم ومستدام لإطلاق النار في الحرب على غزة كما طالب بالإفراج غير المشروط عن جميع الرهان المحتجزين.
بتأييد 14 عضوا وامتناع الولايات المتحدة الأمريكية عن التصويت، اعتمد مجلس الأمن الدولي قراراً مقدما من الدول العشر غير دائمة العضوية بالمجلس، ومنها الجزائر، يطالب بوقف فوري لإطلاق النار خلال شهر رمضان تحترمه جميع الأطراف بما يؤدي إلى وقف مستدام لإطلاق النار.

## نص القرار
إن مجلس الأمن،
إذ يسترشد بمقاصد ميثاق الأمم المتحدة ومبادئه،
وإذ يشير إلى جميع ما اتخذه في هذا الشأن من قرارات تتصل بالحالة في الشرق الأوسط، بما في ذلك قضية فلسطين،
وإذ يكرر تأكيد مطالبته بأن تمتثل جميع الأطراف للإلتزامات التي تقع على عاتقها بموجب القانون الدولي، بما في ذلك القانون الدولي الإنساني والقانون الدولي لحقوق الانسان، وإذ يشجب في هذا الصدد جميع الهجمات على المدنيين والأعيان المدنية، وكذلك جميع أعمال العنف وأعمال القتال الموجهة ضد المدنيين، وجميع أعمال الإرهاب، وإذ يشير إلى ان اخذ الرهائن محظور بموجب القانون الدولي،
وإذ يُعرب عن بالغ القلق إزاء الحالة الإنسانية الكارثية في قطاع غزة،
وإذ يعترف بالجهود الدبلوماسية المستمرة التي تبذلها قطر ومصر والولايات المتحدة، بهدف التوصل إلى وقف للأعمال القتالية واطلاق سراح الرهائن وزيادة توفير المعونة الإنسانية وتوزيعها،
1 - يطالب بوقف فوري لإطلاق النار في شهر رمضان تحترمه جميع الأطراف بما يؤدي إلى وقف دائم ومستدام لإطلاق النار، ويطالب أيضا الإفراج الفوري وغير المشروط عن جميع الرهائن، وكذلك بكفالة وصول المساعدات الإنسانية لتلبية احتياجاتهم الطبية وغيرها من الاحتياجات الإنسانية ، ويطالب كذلك بأن تمتثل الأطراف التزاماتها بموجب القانون الدولي فيما يتعلق بجميع الأشخاص الذين تحتجزهم ؛
2 - يشدد على الحاجة الملحة إلى توسيع نطاق تدفق المساعدة الإنسانية إلى المدنيين في قطاع غزة بأكمله وتعزيز حمايتهم، ويكرر تأكيد مطالبته برفع جميع الحواجز التي تحول دون تقديم المساعدة الإنسانية على نطاق واسع، تمشيا مع القانون الدولي الإنساني ، وكذلك مع القرارين 2712 (2023) وقرار مجلس الأمن التابع للأمم المتحدة رقم 2720؛
3 - يقرر ان يبقي المسألة قيد نظره الفعلي.

## المصوتون
| المعتمدون | الممتنعون        | المعارضون |
| --- | ---------------- | --------- |
| الجزائر الصين الإكوادور فرنسا غيانا اليابان موزمبيق مالطا روسيا سيراليون سلوفينيا كوريا الجنوبية سويسرا المملكة المتحدة | الولايات المتحدة |           |

## ردود الفعل
- إسرائيل: ألغى رئيس الوزراء بنيامين نتنياهو زيارة لواشنطن بعد أن امتنعت الولايات المتحدة عن التصويت في القرار وكان من المقرر أن يقوم بالبعثة اثنان من كبار مستشاريه.[10]
- حركة حماس: رحبت حركة المقاومة الإسلامية حماس، اليوم الإثنين، بدعوة مجلس الأمن الدولي اليوم لوقف فوري لإطلاق النار خلال شهر رمضان وأكدت في بيان على «ضرورة الوصول إلى وقف دائم لإطلاق النار[11]، يؤدي إلى انسحاب كافة القوات الإسرائيلية من قطاع غزة، وعودة النازحين إلى بيوتهم التي خرجوا منها». كما أكدت استعدادها «للانخراط في عملية تبادل للأسرى فوراً تؤدي إلى إطلاق سراح الأسرى» ودعت مجلس الأمن «للضغط على الاحتلال للالتزام بوقف إطلاق النار ووقف حرب الإبادة والتطهير العرقي ضد شعبنا».[12][13]